# Ampelaster carolinianus
 Ampelaster carolinianus   (Walter) G.L.Nesom, 1995  è una specie di piante angiosperme dicotiledoni della famiglia delle Asteraceae, sottofamiglia Asteroideae,  tribù Astereae (North American lineage) e sottotribù Symphyotrichinae.  Ampelaster carolinianus è anche l'unica specie del genere  Ampelaster  G.L.Nesom, 1995 .

## Etimologia
Il nome generico (Ampelaster ) deriva dalla parola greca "ampelos" (= vite, vitigno) e fa riferimento all'habitus tipico di questa specie.  L'epiteto specifico ( carolinianus) significa "della Carolina" e fa riferimento all'areale di origine di questa specie.
Il nome scientifico della specie è stato definito dai botanici Thomas Walter (1740-1789) e Guy L. Nesom (1945-) nella pubblicazione " Phytologia; Designed to Expedite Botanical Publication. New York" (Phytologia 77(3): 250) del 1995. Il nome scientifico del genere è stato definito nella stessa pubblicazione.

## Descrizione

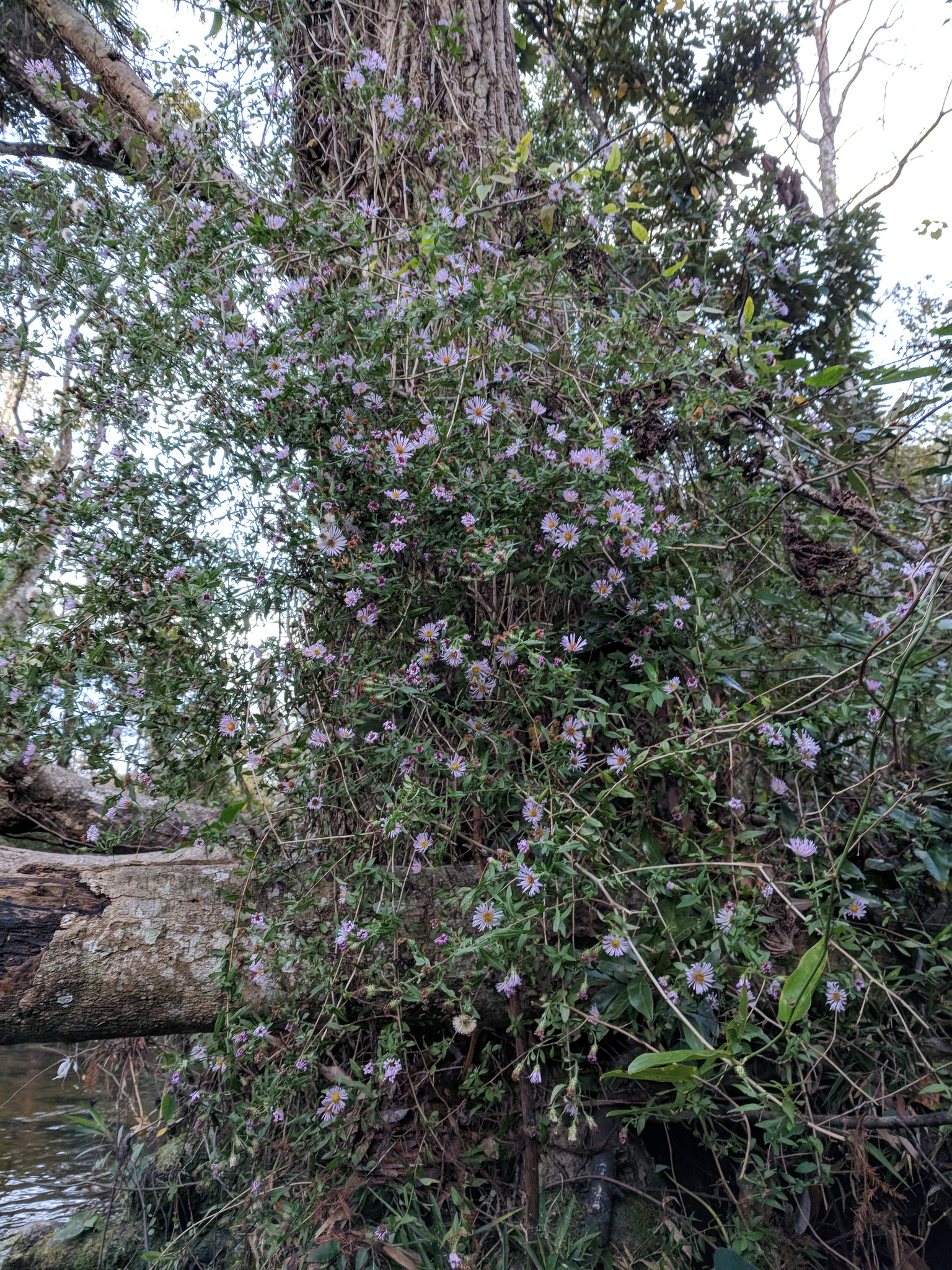
Il portamento

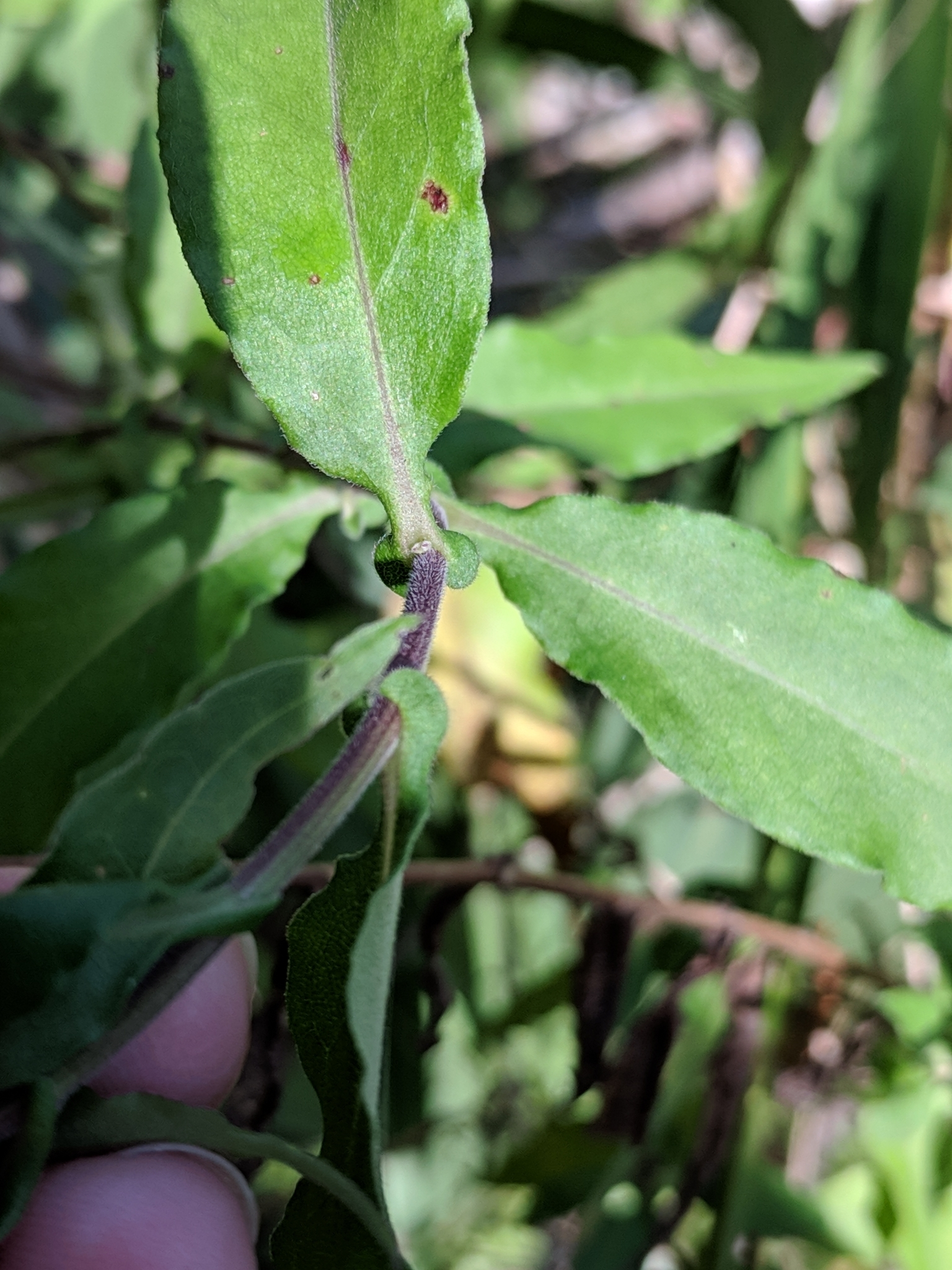
Le foglie

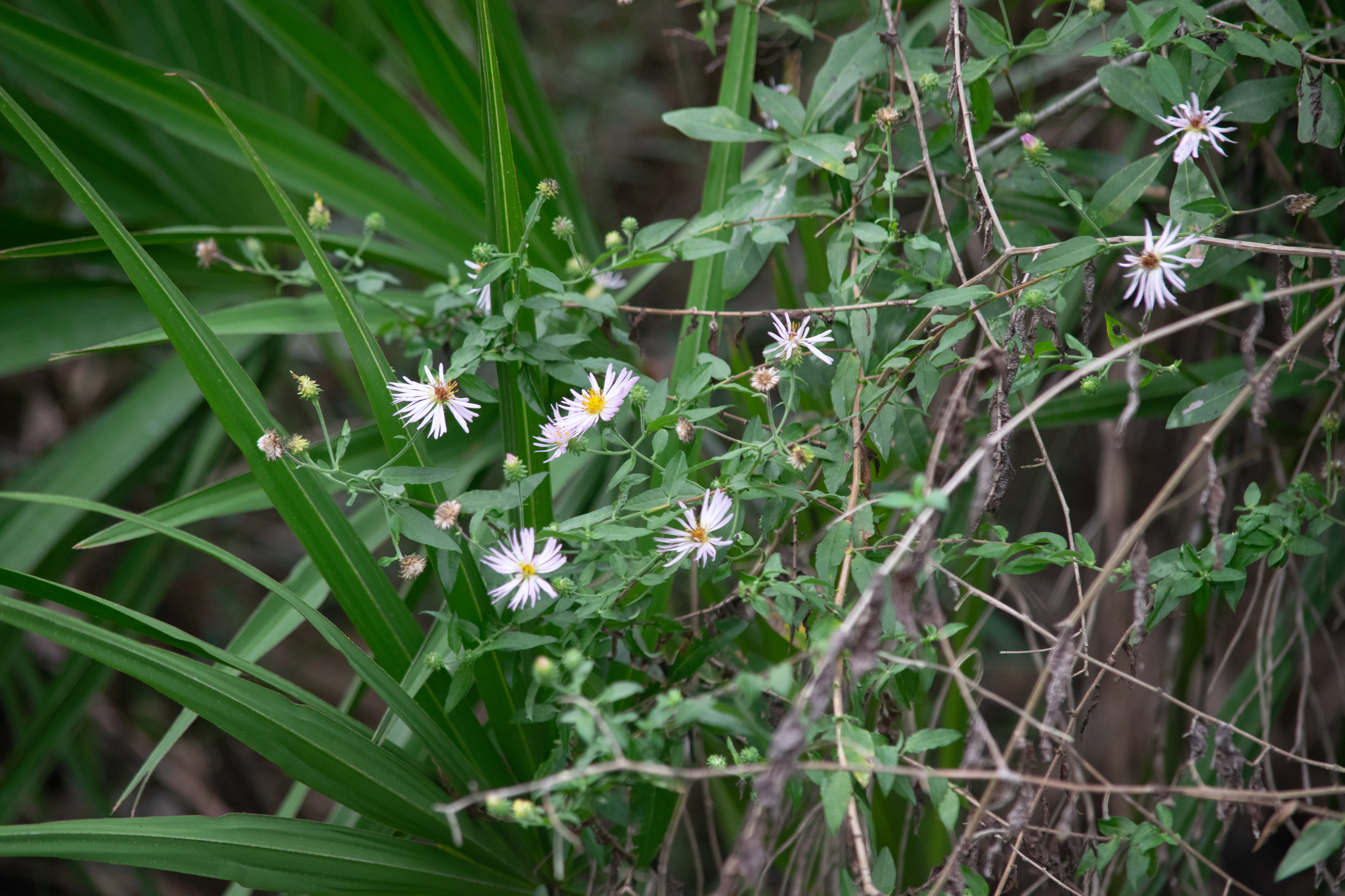
Infiorescenza

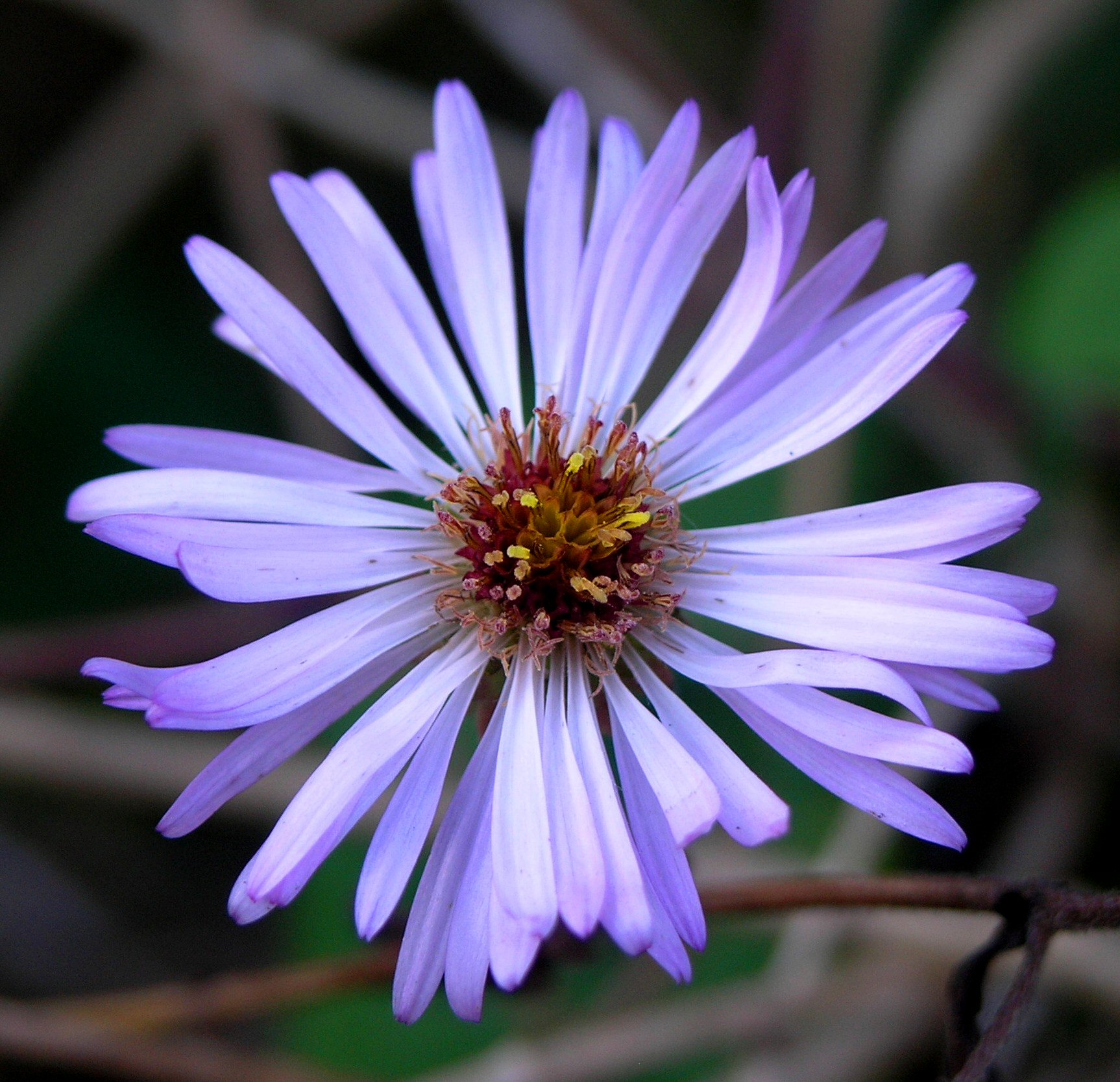
I fiori

Portamento. La specie di questa voce ha un habitus perenne debolmente arbustivo tipo vite rampicante.  L'indumento può essere oppure no ghiandoloso.
Fusto. La parte aerea in genere è rampicante ascendente, molto ramosa. Lunghezza media dei fusti: 100 - 400 cm.
Foglie. Le foglie lungo il caule sono disposte in modo alterno e sessile; spesso sono sempreverdi. La lamina è intera, raramente dentata e mai divisa in lobi. La forma è strettamente oblanceolata (o ellittica o da oblanceolata a lanceolata o ovata) ed è auricolata alla base. La superficie è mononervata e scarsamente pelosa. Dimensione delle foglie:  30 – 70 × 10 – 15 mm.
Infiorescenza. Le sinflorescenze sono sia scapose (capolini solitari) che composte da 2 - 8 capolini raccolti in formazioni sciolte. Le infiorescenze vere e proprie sono composte da un capolino terminale brevemente peduncolato di tipo radiato con fiori eterogami. I capolini sono formati da un involucro, con forme da cilindriche a campanulate (o anche turbinate), composto da 30 - 50 brattee, al cui interno un ricettacolo fa da base ai fiori di due tipi: fiori del raggio e fiori del disco. Le brattee, con forme da lineari-oblunghe a strettamente spatolate, con portamenti patenti o riflessi, leggermente carenate e a consistenza spessa (gli apici sono erbacei), sono disposte in modo più o meno embricato e scalato su 4 - 6 serie. Il ricettacolo, bucherellato, è nudo ossia senza pagliette a protezione della base dei fiori; la forma varia da piatta a leggermente arrotondata. Dimensione dell'involucro: 8 – 12 × 8,5 – 21 mm.
Fiori.  I fiori sono tetra-ciclici (formati cioè da 4 verticilli: calice – corolla – androceo – gineceo) e pentameri (calice e corolla formati da 5 elementi). Si distinguono in:
- fiori del raggio (esterni): sono da 40 a 70 per capolino, sono femminili e sono disposti su una sola serie (raramente 2 – 4 serie); la forma è ligulata (zigomorfa);
- fiori del disco (centrali): sono da 30 a 50 con forme brevemente tubulose (attinomorfe); sono ermafroditi.

- Formula fiorale:

*/x K {\displaystyle \infty }, [C (5), A (5)], G 2 (infero), achenio
- Calice: i sepali del calice sono ridotti ad una coroncina di squame.

- Corolla: 
  - fiori del raggio: la forma della corolla alla base è più o meno tubulosa-imbutiforme, mentre all'apice è ligulata (non avvolgente); la ligula può terminare con alcuni denti; il colore è rosa o lavanda;
  - fiori del disco: la forma è tubulare (strettamente cilindro-campanulata) bruscamente divaricata in 5 lobi; i lobi, eretti, hanno una forma deltata-triangolare; il colore è giallo.

- Androceo: l'androceo è formato da 5 stami sorretti da filamenti generalmente liberi; gli stami sono connati e formano un manicotto circondante lo stilo; le teche (produttrici del polline) alla base sono troncate e sono lievemente auricolate (molto raramente sono speronate o hanno una coda); le appendici apicali delle antere hanno delle forme piatte e lanceolate; il tessuto endoteciale (rivestimento interno dell'antera) è quasi sempre polarizzato (con due superfici distinte: una verso l'esterno e una verso l'interno). Il polline è sferico con un diametro medio di circa 25 micron;  è tricolporato (con tre aperture sia di tipo a fessura che tipo isodiametrica o poro) ed è echinato (con punte sporgenti).[11][13]

- Gineceo: l'ovario è infero uniloculare formato da 2 carpelli.[7] Lo stilo (il recettore del polline) è profondamente bifido (con due stigmi divergenti) e con le linee stigmatiche marginali separate.[14] I due bracci dello stilo hanno una forma da lanceolata a deltoide e possono essere papillosi o ricoperti da ciuffi di peli.

Frutti. I frutti sono degli acheni con pappo; 
- achenio: gli acheni hanno una forma cilindrica, affusolata (non compressa); la superficie è multinervata (9 - 12 nervature o coste) e glabra; lunghezza dell'achenio: 3,5 – 4,3 mm;
- pappo: le setole del pappo (da 30 a 45), attenuate all'apice, persistenti, barbate, sono disposte su due serie.

## Biologia
Impollinazione: tramite insetti (impollinazione entomogama tramite farfalle diurne e notturne).

Riproduzione: la fecondazione avviene fondamentalmente tramite l'impollinazione dei fiori.

Dispersione: i semi cadono a terra e vengono dispersi soprattutto da insetti come formiche (disseminazione mirmecoria). Un altro tipo di dispersione è zoocoria: gli uncini delle brattee dell'involucro (se presenti) si agganciano ai peli degli animali di passaggio che portano così i semi anche su lunghe distanze. Inoltre per merito del pappo il vento può trasportare i semi anche per alcuni chilometri (disseminazione anemocora).

## Distribuzione e habitat
La specie di questa voce è distribuita in Florida, Georgia, Carolina del Nord e Carolina del Sud.

## Sistematica
La famiglia di appartenenza di questa voce (Asteraceae o Compositae, nomen conservandum) probabilmente originaria del Sud America, è la più numerosa del mondo vegetale, comprende oltre 23.000 specie distribuite su 1.535 generi, oppure 22.750 specie e 1.530 generi secondo altre fonti (una delle checklist più aggiornata elenca fino a 1.679 generi). La famiglia attualmente (2021) è divisa in 16 sottofamiglie; la sottofamiglia Asteroideae è una di queste e rappresenta l'evoluzione più recente di tutta la famiglia.

### Filogenesi
La tribù Astereae (una delle 21 tribù della sottofamiglia Asteroideae) comprende circa 40 sottotribù. In base alle ultime ricerche nella tribù sono stati individuati (provvisoriamente) 5 principali lignaggi:
- Basal grade: include alcuni generi isolati, il gruppo "South American-Oceania",  alcune sottotribù africane e il gruppo dei generi legnosi del Madagascar.
- Bellis lineage: comprende le sottotribù eurasiatiche e una sottotribù africana.
- Aster lineage: include i generi asiatici di Asterinae e i principali gruppi dell'Australia e dell'Oceania.
- Baccharis lineage: include alcuni gruppi sudamericani.
- North American lineage: include la vasta gamma di sottotribù del Nordamerica, Messico e alcuni gruppi distribuiti nel Sudamerica.

Il genere  Ampelaster  (insieme alla sottotribù Symphyotrichinae) è incluso nel lignaggio "North American lineage".
I caratteri distintivi della specie  Ampelaster carolinianus sono:
- le piante hanno un portamento rampicante o simile alle viti e con un ciclo biologico perenne;
- le brattee dell'involucro sono nettamente delimitate nella parte apicale da una zona verde, mentre nella parte inferiore sono coriacee;
- gli acheni sono strettamente cilindrici o leggermente fusiforme, con 9 – 12 coste longitudinali.

Il numero cromosomico delle specie di questo genere è: 2n = 18.

### Sinonimi
Sono elencati alcuni sinonimi per questa entità:
- Aster carolinianus Walter
- Lasallea caroliniana  (Walter) Semple & Brouillet
- Symphyotrichum carolinianum  (Walter) Wunderlin & B.F.Hansen
- Virgulus carolinianus  (Walter) Reveal & Keener
- Aster scandens  J.Jacq. ex Spreng.